# Euoplos
Euoplos es un género de arañas migalomorfas de la familia Idiopidae. Se encuentra en Australia. 

## Lista de especies
Según The World Spider Catalog 11.5:
- Euoplos annulipes (C. L. Koch, 1841)
- Euoplos bairnsdale (Main, 1995)
- Euoplos ballidu (Main, 2000)
- Euoplos festivus (Rainbow & Pulleine, 1918)
- Euoplos hoggi (Simon, 1908)
- Euoplos inornatus (Rainbow & Pulleine, 1918)
- Euoplos mcmillani (Main, 2000)
- Euoplos ornatus (Rainbow & Pulleine, 1918)
- Euoplos similaris (Rainbow & Pulleine, 1918)
- Euoplos spinnipes Rainbow, 1914
- Euoplos tasmanicus (Hickman, 1928)
- Euoplos variabilis (Rainbow & Pulleine, 1918)
- Euoplos victoriensis (Main, 1995)
- Euoplos zorodes (Rainbow & Pulleine, 1918)